# Bellamya crawshayi
Bellamya crawshayi је пуж из реда Architaenioglossa и фамилије Viviparidae.

## Угроженост
Ова врста се сматра угроженом.

## Распрострањење
Ареал врсте је ограничен на две државе. 
Замбија и ДР Конго су једино позната природна станишта врсте.

## Станиште
Станиште врсте су слатководна подручја.